# Pojbuky
Pojbuky är en ort i Tjeckien.   Den ligger i regionen Södra Böhmen, i den centrala delen av landet, 70 km sydost om huvudstaden Prag. Pojbuky ligger 624 meter över havet och antalet invånare är 117.
Terrängen runt Pojbuky är platt åt sydost, men åt nordväst är den kuperad.Runt Pojbuky är det ganska glesbefolkat, med 24 invånare per kvadratkilometer. Närmaste större samhälle är Tábor, 19,5 km sydväst om Pojbuky. Omgivningarna runt Pojbuky är en mosaik av jordbruksmark och naturlig växtlighet.